# Lista di asteroidi (346001-347000)
Di seguito una lista di asteroidi dal numero 346001 al 347000 con data di scoperta e scopritore.

## 346001-346100
| Nome     | Designazione provvisoria | Data di scoperta  | Scopritore           |
| -------- | ------------------------ | ----------------- | -------------------- |
| 346001 - | 2007 TG202               | 8 ottobre 2007    | Mt. Lemmon Survey    |
| 346002 - | 2007 TL204               | 8 ottobre 2007    | Mt. Lemmon Survey    |
| 346003 - | 2007 TA207               | 10 ottobre 2007   | Mt. Lemmon Survey    |
| 346004 - | 2007 TD207               | 10 ottobre 2007   | Mt. Lemmon Survey    |
| 346005 - | 2007 TQ216               | 7 ottobre 2007    | Spacewatch           |
| 346006 - | 2007 TG217               | 7 ottobre 2007    | Spacewatch           |
| 346007 - | 2007 TU221               | 9 ottobre 2007    | Spacewatch           |
| 346008 - | 2007 TB223               | 10 ottobre 2007   | Spacewatch           |
| 346009 - | 2007 TT239               | 10 ottobre 2007   | Mt. Lemmon Survey    |
| 346010 - | 2007 TS243               | 8 ottobre 2007    | CSS                  |
| 346011 - | 2007 TU248               | 11 ottobre 2007   | CSS                  |
| 346012 - | 2007 TY255               | 10 ottobre 2007   | Spacewatch           |
| 346013 - | 2007 TD266               | 11 ottobre 2007   | Spacewatch           |
| 346014 - | 2007 TG266               | 12 ottobre 2007   | Spacewatch           |
| 346015 - | 2007 TQ266               | 9 ottobre 2007    | Spacewatch           |
| 346016 - | 2007 TF283               | 8 ottobre 2007    | Mt. Lemmon Survey    |
| 346017 - | 2007 TW286               | 10 ottobre 2007   | Mt. Lemmon Survey    |
| 346018 - | 2007 TN289               | 12 ottobre 2007   | Mt. Lemmon Survey    |
| 346019 - | 2007 TX292               | 8 ottobre 2007    | Mt. Lemmon Survey    |
| 346020 - | 2007 TD298               | 11 ottobre 2007   | Mt. Lemmon Survey    |
| 346021 - | 2007 TZ316               | 12 ottobre 2007   | Spacewatch           |
| 346022 - | 2007 TJ327               | 11 ottobre 2007   | Spacewatch           |
| 346023 - | 2007 TD335               | 11 ottobre 2007   | Spacewatch           |
| 346024 - | 2007 TA339               | 15 ottobre 2007   | Spacewatch           |
| 346025 - | 2007 TG339               | 8 ottobre 2007    | Mt. Lemmon Survey    |
| 346026 - | 2007 TM355               | 11 ottobre 2007   | CSS                  |
| 346027 - | 2007 TT360               | 14 ottobre 2007   | Mt. Lemmon Survey    |
| 346028 - | 2007 TS363               | 14 ottobre 2007   | Mt. Lemmon Survey    |
| 346029 - | 2007 TA365               | 9 ottobre 2007    | Mt. Lemmon Survey    |
| 346030 - | 2007 TV371               | 13 ottobre 2007   | CSS                  |
| 346031 - | 2007 TG383               | 14 ottobre 2007   | Spacewatch           |
| 346032 - | 2007 TW383               | 14 ottobre 2007   | Spacewatch           |
| 346033 - | 2007 TS392               | 15 ottobre 2007   | CSS                  |
| 346034 - | 2007 TT403               | 15 ottobre 2007   | Spacewatch           |
| 346035 - | 2007 TE405               | 15 ottobre 2007   | Spacewatch           |
| 346036 - | 2007 TW412               | 15 ottobre 2007   | LONEOS               |
| 346037 - | 2007 TS419               | 3 ottobre 2007    | Siding Spring Survey |
| 346038 - | 2007 TX419               | 13 settembre 2007 | CSS                  |
| 346039 - | 2007 TS422               | 10 ottobre 2007   | Mt. Lemmon Survey    |
| 346040 - | 2007 TD423               | 4 ottobre 2007    | Spacewatch           |
| 346041 - | 2007 TN425               | 8 ottobre 2007    | LONEOS               |
| 346042 - | 2007 TU429               | 13 ottobre 2007   | Spacewatch           |
| 346043 - | 2007 TO440               | 4 maggio 2005     | Mt. Lemmon Survey    |
| 346044 - | 2007 TE451               | 14 ottobre 2007   | Mt. Lemmon Survey    |
| 346045 - | 2007 UW5                 | 19 ottobre 2007   | Lacruz, J.           |
| 346046 - | 2007 UX17                | 16 ottobre 2007   | Mt. Lemmon Survey    |
| 346047 - | 2007 UJ20                | 18 ottobre 2007   | Mt. Lemmon Survey    |
| 346048 - | 2007 UQ22                | 16 ottobre 2007   | Spacewatch           |
| 346049 - | 2007 UX22                | 16 ottobre 2007   | Spacewatch           |
| 346050 - | 2007 UE24                | 16 ottobre 2007   | Spacewatch           |
| 346051 - | 2007 UK26                | 19 ottobre 2007   | Spacewatch           |
| 346052 - | 2007 UZ29                | 19 ottobre 2007   | LONEOS               |
| 346053 - | 2007 UP34                | 18 ottobre 2007   | LONEOS               |
| 346054 - | 2007 UL36                | 19 ottobre 2007   | CSS                  |
| 346055 - | 2007 UU40                | 16 ottobre 2007   | Spacewatch           |
| 346056 - | 2007 UO43                | 18 ottobre 2007   | Spacewatch           |
| 346057 - | 2007 UO48                | 20 ottobre 2007   | Mt. Lemmon Survey    |
| 346058 - | 2007 UD50                | 24 ottobre 2007   | Mt. Lemmon Survey    |
| 346059 - | 2007 UL55                | 30 ottobre 2007   | Spacewatch           |
| 346060 - | 2007 UU55                | 30 ottobre 2007   | Spacewatch           |
| 346061 - | 2007 UM61                | 18 ottobre 2007   | Spacewatch           |
| 346062 - | 2007 UH63                | 30 ottobre 2007   | Mt. Lemmon Survey    |
| 346063 - | 2007 UG68                | 30 ottobre 2007   | CSS                  |
| 346064 - | 2007 UH82                | 30 ottobre 2007   | Spacewatch           |
| 346065 - | 2007 UR83                | 30 ottobre 2007   | Spacewatch           |
| 346066 - | 2007 UO85                | 30 ottobre 2007   | Spacewatch           |
| 346067 - | 2007 UG86                | 30 ottobre 2007   | Spacewatch           |
| 346068 - | 2007 UM87                | 30 ottobre 2007   | Spacewatch           |
| 346069 - | 2007 UV87                | 30 ottobre 2007   | Spacewatch           |
| 346070 - | 2007 UN89                | 30 ottobre 2007   | Mt. Lemmon Survey    |
| 346071 - | 2007 UZ94                | 2 aprile 2005     | Mt. Lemmon Survey    |
| 346072 - | 2007 UQ96                | 9 ottobre 2007    | Mt. Lemmon Survey    |
| 346073 - | 2007 UN100               | 30 ottobre 2007   | Spacewatch           |
| 346074 - | 2007 UQ102               | 14 ottobre 2007   | Spacewatch           |
| 346075 - | 2007 UL104               | 30 ottobre 2007   | Spacewatch           |
| 346076 - | 2007 UA105               | 30 ottobre 2007   | Spacewatch           |
| 346077 - | 2007 UF114               | 31 ottobre 2007   | Spacewatch           |
| 346078 - | 2007 UL120               | 15 gennaio 2004   | Spacewatch           |
| 346079 - | 2007 UQ128               | 20 ottobre 2007   | Spacewatch           |
| 346080 - | 2007 UJ130               | 18 ottobre 2007   | Spacewatch           |
| 346081 - | 2007 UL130               | 18 ottobre 2007   | Spacewatch           |
| 346082 - | 2007 UR131               | 4 maggio 2005     | Mt. Lemmon Survey    |
| 346083 - | 2007 UB133               | 21 ottobre 2007   | Spacewatch           |
| 346084 - | 2007 UN138               | 19 ottobre 2007   | Mt. Lemmon Survey    |
| 346085 - | 2007 UL139               | 18 giugno 2006    | Spacewatch           |
| 346086 - | 2007 UD140               | 16 ottobre 2007   | Mt. Lemmon Survey    |
| 346087 - | 2007 UP141               | 17 ottobre 2007   | Mt. Lemmon Survey    |
| 346088 - | 2007 UW141               | 21 ottobre 2007   | Mt. Lemmon Survey    |
| 346089 - | 2007 VQ7                 | 4 novembre 2007   | Healy, D.            |
| 346090 - | 2007 VM23                | 2 novembre 2007   | Mt. Lemmon Survey    |
| 346091 - | 2007 VH30                | 2 novembre 2007   | Spacewatch           |
| 346092 - | 2007 VK30                | 2 novembre 2007   | Spacewatch           |
| 346093 - | 2007 VF31                | 2 novembre 2007   | Spacewatch           |
| 346094 - | 2007 VG32                | 2 novembre 2007   | Spacewatch           |
| 346095 - | 2007 VU35                | 1º novembre 2007  | Spacewatch           |
| 346096 - | 2007 VW44                | 1º novembre 2007  | Spacewatch           |
| 346097 - | 2007 VY45                | 1º novembre 2007  | Spacewatch           |
| 346098 - | 2007 VL48                | 1º novembre 2007  | Spacewatch           |
| 346099 - | 2007 VN55                | 1º novembre 2007  | Spacewatch           |
| 346100 - | 2007 VN59                | 1º novembre 2007  | Spacewatch           |

## 346101-346200
| Nome         | Designazione provvisoria | Data di scoperta  | Scopritore                        |
| ------------ | ------------------------ | ----------------- | --------------------------------- |
| 346101 -     | 2007 VN62                | 1º novembre 2007  | Spacewatch                        |
| 346102 -     | 2007 VY62                | 1º novembre 2007  | Spacewatch                        |
| 346103 -     | 2007 VW63                | 1º novembre 2007  | Spacewatch                        |
| 346104 -     | 2007 VE65                | 1º novembre 2007  | Spacewatch                        |
| 346105 -     | 2007 VN66                | 2 novembre 2007   | CSS                               |
| 346106 -     | 2007 VV79                | 3 novembre 2007   | Spacewatch                        |
| 346107 -     | 2007 VX79                | 3 novembre 2007   | Spacewatch                        |
| 346108 -     | 2007 VG85                | 2 novembre 2007   | LINEAR                            |
| 346109 -     | 2007 VC88                | 2 novembre 2007   | LINEAR                            |
| 346110 -     | 2007 VA92                | 7 novembre 2007   | Hug, G.                           |
| 346111 -     | 2007 VQ92                | 3 novembre 2007   | LINEAR                            |
| 346112 -     | 2007 VF94                | 7 novembre 2007   | BATTeRS                           |
| 346113 -     | 2007 VX97                | 1º novembre 2007  | Spacewatch                        |
| 346114 -     | 2007 VG102               | 2 novembre 2007   | Spacewatch                        |
| 346115 -     | 2007 VG103               | 3 novembre 2007   | Spacewatch                        |
| 346116 -     | 2007 VD115               | 3 novembre 2007   | Spacewatch                        |
| 346117 -     | 2007 VT129               | 1º novembre 2007  | Mt. Lemmon Survey                 |
| 346118 -     | 2007 VD132               | 2 novembre 2007   | Mt. Lemmon Survey                 |
| 346119 -     | 2007 VZ134               | 3 novembre 2007   | Spacewatch                        |
| 346120 -     | 2007 VM142               | 4 novembre 2007   | Spacewatch                        |
| 346121 -     | 2007 VS150               | 7 novembre 2007   | Spacewatch                        |
| 346122 -     | 2007 VH156               | 5 novembre 2007   | Spacewatch                        |
| 346123 -     | 2007 VP156               | 5 novembre 2007   | Mt. Lemmon Survey                 |
| 346124 -     | 2007 VV165               | 5 novembre 2007   | Spacewatch                        |
| 346125 -     | 2007 VA167               | 5 novembre 2007   | Mt. Lemmon Survey                 |
| 346126 -     | 2007 VE169               | 5 novembre 2007   | Spacewatch                        |
| 346127 -     | 2007 VM169               | 5 novembre 2007   | Spacewatch                        |
| 346128 -     | 2007 VR171               | 7 novembre 2007   | Spacewatch                        |
| 346129 -     | 2007 VW173               | 2 novembre 2007   | CSS                               |
| 346130 -     | 2007 VG174               | 3 novembre 2007   | LONEOS                            |
| 346131 -     | 2007 VB192               | 4 novembre 2007   | Mt. Lemmon Survey                 |
| 346132 -     | 2007 VN194               | 5 novembre 2007   | Mt. Lemmon Survey                 |
| 346133 -     | 2007 VM196               | 7 novembre 2007   | CSS                               |
| 346134 -     | 2007 VV197               | 8 novembre 2007   | Mt. Lemmon Survey                 |
| 346135 -     | 2007 VF202               | 5 novembre 2007   | PMO NEO Survey Program            |
| 346136 -     | 2007 VY207               | 12 ottobre 2007   | Spacewatch                        |
| 346137 -     | 2007 VV220               | 9 novembre 2007   | Spacewatch                        |
| 346138 -     | 2007 VF222               | 7 novembre 2007   | Mt. Lemmon Survey                 |
| 346139 -     | 2007 VX224               | 9 novembre 2007   | Mt. Lemmon Survey                 |
| 346140 -     | 2007 VB225               | 9 novembre 2007   | Mt. Lemmon Survey                 |
| 346141 -     | 2007 VA226               | 9 novembre 2007   | Mt. Lemmon Survey                 |
| 346142 -     | 2007 VZ230               | 7 novembre 2007   | Spacewatch                        |
| 346143 -     | 2007 VK234               | 9 novembre 2007   | Spacewatch                        |
| 346144 -     | 2007 VT236               | 11 novembre 2007  | Mt. Lemmon Survey                 |
| 346145 -     | 2007 VQ237               | 11 novembre 2007  | Mt. Lemmon Survey                 |
| 346146 -     | 2007 VK238               | 13 novembre 2007  | Spacewatch                        |
| 346147 -     | 2007 VC239               | 7 aprile 2005     | LONEOS                            |
| 346148 -     | 2007 VH241               | 11 novembre 2007  | PMO NEO Survey Program            |
| 346149 -     | 2007 VH251               | 9 novembre 2007   | CSS                               |
| 346150 Nanyi | 2007 VE253               | 5 novembre 2007   | PMO NEO Survey Program            |
| 346151 -     | 2007 VF253               | 13 novembre 2007  | Mt. Lemmon Survey                 |
| 346152 -     | 2007 VD254               | 14 novembre 2007  | Spacewatch                        |
| 346153 -     | 2007 VC260               | 15 novembre 2007  | LONEOS                            |
| 346154 -     | 2007 VH265               | 13 novembre 2007  | Spacewatch                        |
| 346155 -     | 2007 VJ279               | 14 novembre 2007  | Spacewatch                        |
| 346156 -     | 2007 VH281               | 14 novembre 2007  | Spacewatch                        |
| 346157 -     | 2007 VW281               | 14 novembre 2007  | Spacewatch                        |
| 346158 -     | 2007 VH282               | 14 novembre 2007  | Spacewatch                        |
| 346159 -     | 2007 VH283               | 14 novembre 2007  | Spacewatch                        |
| 346160 -     | 2007 VQ285               | 14 novembre 2007  | Spacewatch                        |
| 346161 -     | 2007 VT297               | 11 novembre 2007  | CSS                               |
| 346162 -     | 2007 VG303               | 2 novembre 2007   | CSS                               |
| 346163 -     | 2007 VZ307               | 5 novembre 2007   | Spacewatch                        |
| 346164 -     | 2007 VY308               | 9 novembre 2007   | Spacewatch                        |
| 346165 -     | 2007 VB309               | 9 novembre 2007   | Mt. Lemmon Survey                 |
| 346166 -     | 2007 VV312               | 3 novembre 2007   | Mt. Lemmon Survey                 |
| 346167 -     | 2007 VC314               | 1º novembre 2007  | Spacewatch                        |
| 346168 -     | 2007 VE318               | 5 novembre 2007   | Mt. Lemmon Survey                 |
| 346169 -     | 2007 VD320               | 13 settembre 2007 | Mt. Lemmon Survey                 |
| 346170 -     | 2007 VA322               | 29 settembre 2001 | NEAT                              |
| 346171 -     | 2007 VG325               | 1º novembre 2007  | Spacewatch                        |
| 346172 -     | 2007 VL326               | 4 novembre 2007   | Mt. Lemmon Survey                 |
| 346173 -     | 2007 VU331               | 7 novembre 2007   | Spacewatch                        |
| 346174 -     | 2007 VJ334               | 13 novembre 2007  | Spacewatch                        |
| 346175 -     | 2007 VV334               | 14 novembre 2007  | Spacewatch                        |
| 346176 -     | 2007 WA2                 | 17 novembre 2007  | BATTeRS                           |
| 346177 -     | 2007 WO8                 | 18 novembre 2007  | LINEAR                            |
| 346178 -     | 2007 WZ17                | 18 novembre 2007  | Mt. Lemmon Survey                 |
| 346179 -     | 2007 WL22                | 17 novembre 2007  | Spacewatch                        |
| 346180 -     | 2007 WU24                | 2 novembre 2007   | Spacewatch                        |
| 346181 -     | 2007 WP33                | 19 novembre 2007  | Mt. Lemmon Survey                 |
| 346182 -     | 2007 WF40                | 17 novembre 2007  | CSS                               |
| 346183 -     | 2007 WE42                | 18 novembre 2007  | Mt. Lemmon Survey                 |
| 346184 -     | 2007 WX55                | 30 novembre 2007  | Astronomical Research Observatory |
| 346185 -     | 2007 WB56                | 30 novembre 2007  | Yang, T.-C., Ye, Q.-z.            |
| 346186 -     | 2007 WH63                | 20 novembre 2007  | Mt. Lemmon Survey                 |
| 346187 -     | 2007 WQ63                | 21 novembre 2007  | Mt. Lemmon Survey                 |
| 346188 -     | 2007 XQ                  | 4 novembre 2007   | Mt. Lemmon Survey                 |
| 346189 -     | 2007 XX1                 | 3 dicembre 2007   | CSS                               |
| 346190 -     | 2007 XN11                | 4 dicembre 2007   | LONEOS                            |
| 346191 -     | 2007 XX11                | 4 dicembre 2007   | Spacewatch                        |
| 346192 -     | 2007 XY18                | 14 ottobre 2007   | Mt. Lemmon Survey                 |
| 346193 -     | 2007 XZ19                | 12 dicembre 2007  | OAM                               |
| 346194 -     | 2007 XW20                | 13 dicembre 2007  | LINEAR                            |
| 346195 -     | 2007 XC24                | 14 dicembre 2007  | Chante-Perdrix                    |
| 346196 -     | 2007 XQ24                | 13 dicembre 2007  | LINEAR                            |
| 346197 -     | 2007 XH25                | 15 dicembre 2007  | OAM                               |
| 346198 -     | 2007 XR25                | 15 dicembre 2007  | OAM                               |
| 346199 -     | 2007 XD27                | 14 dicembre 2007  | Spacewatch                        |
| 346200 -     | 2007 XD29                | 15 dicembre 2007  | Spacewatch                        |

## 346201-346300
| Nome                | Designazione provvisoria | Data di scoperta  | Scopritore                        |
| ------------------- | ------------------------ | ----------------- | --------------------------------- |
| 346201 -            | 2007 XF31                | 15 dicembre 2007  | Spacewatch                        |
| 346202 -            | 2007 XZ33                | 10 dicembre 2007  | LINEAR                            |
| 346203 -            | 2007 XR35                | 13 dicembre 2007  | LINEAR                            |
| 346204 -            | 2007 XN44                | 15 dicembre 2007  | Spacewatch                        |
| 346205 -            | 2007 XF47                | 15 dicembre 2007  | Spacewatch                        |
| 346206 -            | 2007 XB53                | 4 dicembre 2007   | Mt. Lemmon Survey                 |
| 346207 -            | 2007 XB58                | 5 dicembre 2007   | Spacewatch                        |
| 346208 -            | 2007 XL58                | 5 dicembre 2007   | Spacewatch                        |
| 346209 -            | 2007 XZ58                | 14 dicembre 2007  | Mt. Lemmon Survey                 |
| 346210 -            | 2007 YY8                 | 16 dicembre 2007  | Mt. Lemmon Survey                 |
| 346211 -            | 2007 YF10                | 16 dicembre 2007  | Spacewatch                        |
| 346212 -            | 2007 YS14                | 4 novembre 2007   | Spacewatch                        |
| 346213 -            | 2007 YY22                | 16 dicembre 2007  | Mt. Lemmon Survey                 |
| 346214 -            | 2007 YP26                | 18 dicembre 2007  | Mt. Lemmon Survey                 |
| 346215 -            | 2007 YK31                | 28 dicembre 2007  | Spacewatch                        |
| 346216 -            | 2007 YW44                | 30 dicembre 2007  | Mt. Lemmon Survey                 |
| 346217 -            | 2007 YS47                | 30 dicembre 2007  | OAM                               |
| 346218 -            | 2007 YJ50                | 28 dicembre 2007  | Spacewatch                        |
| 346219 -            | 2007 YC56                | 29 dicembre 2007  | LUSS                              |
| 346220 -            | 2007 YK57                | 5 dicembre 2007   | Spacewatch                        |
| 346221 -            | 2007 YA59                | 31 dicembre 2007  | CSS                               |
| 346222 -            | 2007 YN59                | 18 dicembre 2007  | Mt. Lemmon Survey                 |
| 346223 -            | 2007 YJ60                | 16 dicembre 2007  | CSS                               |
| 346224 -            | 2007 YA62                | 16 dicembre 2007  | Spacewatch                        |
| 346225 -            | 2007 YB66                | 30 dicembre 2007  | Mt. Lemmon Survey                 |
| 346226 -            | 2007 YH69                | 20 dicembre 2007  | Spacewatch                        |
| 346227 -            | 2008 AK3                 | 8 gennaio 2008    | Ries, W.                          |
| 346228 -            | 2008 AL6                 | 10 gennaio 2008   | Mt. Lemmon Survey                 |
| 346229 -            | 2008 AK12                | 10 gennaio 2008   | Mt. Lemmon Survey                 |
| 346230 -            | 2008 AE17                | 10 gennaio 2008   | Spacewatch                        |
| 346231 -            | 2008 AX36                | 10 gennaio 2008   | CSS                               |
| 346232 -            | 2008 AF37                | 10 gennaio 2008   | Spacewatch                        |
| 346233 -            | 2008 AY37                | 10 gennaio 2008   | Mt. Lemmon Survey                 |
| 346234 -            | 2008 AZ59                | 11 gennaio 2008   | CSS                               |
| 346235 -            | 2008 AC118               | 13 gennaio 2008   | CSS                               |
| 346236 -            | 2008 BD5                 | 16 gennaio 2008   | Spacewatch                        |
| 346237 -            | 2008 BW25                | 30 gennaio 2008   | CSS                               |
| 346238 -            | 2008 BT39                | 30 gennaio 2008   | CSS                               |
| 346239 -            | 2008 BP40                | 31 gennaio 2008   | LINEAR                            |
| 346240 -            | 2008 BF43                | 16 gennaio 2008   | Mt. Lemmon Survey                 |
| 346241 -            | 2008 BK43                | 16 gennaio 2008   | Lowe, A.                          |
| 346242 -            | 2008 BY49                | 31 gennaio 2008   | CSS                               |
| 346243 -            | 2008 CO19                | 6 febbraio 2008   | CSS                               |
| 346244 -            | 2008 CX77                | 6 febbraio 2008   | LONEOS                            |
| 346245 -            | 2008 CY115               | 10 febbraio 2008  | Mt. Lemmon Survey                 |
| 346246 -            | 2008 CX176               | 9 febbraio 2008   | LINEAR                            |
| 346247 -            | 2008 CC180               | 9 febbraio 2008   | LONEOS                            |
| 346248 -            | 2008 CW186               | 9 novembre 2007   | Mt. Lemmon Survey                 |
| 346249 -            | 2008 DY4                 | 27 febbraio 2008  | LUSS                              |
| 346250 -            | 2008 DP15                | 27 febbraio 2008  | Mt. Lemmon Survey                 |
| 346251 -            | 2008 DF57                | 28 febbraio 2008  | CSS                               |
| 346252 -            | 2008 DC65                | 28 febbraio 2008  | CSS                               |
| 346253 -            | 2008 DG84                | 26 febbraio 2008  | Spacewatch                        |
| 346254 -            | 2008 EY24                | 3 marzo 2008      | Mt. Lemmon Survey                 |
| 346255 -            | 2008 EN29                | 4 marzo 2008      | Mt. Lemmon Survey                 |
| 346256 -            | 2008 EP32                | 1º marzo 2008     | CSS                               |
| 346257 -            | 2008 ES65                | 9 marzo 2008      | Mt. Lemmon Survey                 |
| 346258 -            | 2008 EB71                | 6 marzo 2008      | Mt. Lemmon Survey                 |
| 346259 -            | 2008 ET81                | 1º marzo 2008     | LINEAR                            |
| 346260 -            | 2008 ER130               | 11 marzo 2008     | Spacewatch                        |
| 346261 Alexandrescu | 2008 EK145               | 12 marzo 2008     | EURONEAR                          |
| 346262 -            | 2008 FK10                | 26 marzo 2008     | Spacewatch                        |
| 346263 -            | 2008 FR83                | 28 marzo 2008     | Spacewatch                        |
| 346264 -            | 2008 FK100               | 30 marzo 2008     | Spacewatch                        |
| 346265 -            | 2008 FA107               | 31 marzo 2008     | Spacewatch                        |
| 346266 -            | 2008 FX125               | 31 marzo 2008     | Spacewatch                        |
| 346267 -            | 2008 FA131               | 28 marzo 2008     | Spacewatch                        |
| 346268 -            | 2008 FB134               | 28 marzo 2008     | Spacewatch                        |
| 346269 -            | 2008 GS38                | 3 aprile 2008     | Mt. Lemmon Survey                 |
| 346270 -            | 2008 GR40                | 4 aprile 2008     | Spacewatch                        |
| 346271 -            | 2008 GZ71                | 4 marzo 2008      | Mt. Lemmon Survey                 |
| 346272 -            | 2008 GT74                | 7 aprile 2008     | Spacewatch                        |
| 346273 -            | 2008 GB82                | 8 aprile 2008     | Spacewatch                        |
| 346274 -            | 2008 GS99                | 28 marzo 2008     | Mt. Lemmon Survey                 |
| 346275 -            | 2008 GT137               | 7 aprile 2008     | Spacewatch                        |
| 346276 -            | 2008 GA140               | 19 maggio 2005    | NEAT                              |
| 346277 -            | 2008 GE140               | 6 aprile 2008     | Mt. Lemmon Survey                 |
| 346278 -            | 2008 GR141               | 19 marzo 2007     | Mt. Lemmon Survey                 |
| 346279 -            | 2008 HQ10                | 24 aprile 2008    | Spacewatch                        |
| 346280 -            | 2008 HU35                | 29 aprile 2008    | Mt. Lemmon Survey                 |
| 346281 -            | 2008 JV4                 | 2 maggio 2008     | CSS                               |
| 346282 -            | 2008 JL26                | 12 maggio 2008    | Mt. Lemmon Survey                 |
| 346283 -            | 2008 JR32                | 7 maggio 2008     | Spacewatch                        |
| 346284 -            | 2008 JK36                | 3 maggio 2008     | Mt. Lemmon Survey                 |
| 346285 -            | 2008 KN19                | 28 maggio 2008    | Mt. Lemmon Survey                 |
| 346286 -            | 2008 KF27                | 30 maggio 2008    | Spacewatch                        |
| 346287 -            | 2008 LP11                | 20 novembre 2006  | Spacewatch                        |
| 346288 -            | 2008 NP2                 | 9 luglio 2008     | OAM                               |
| 346289 -            | 2008 NY3                 | 14 luglio 2008    | Astronomical Research Observatory |
| 346290 -            | 2008 OF10                | 28 luglio 2008    | Hoenig, S. F., Teamo, N.          |
| 346291 -            | 2008 OM20                | 29 luglio 2008    | Spacewatch                        |
| 346292 -            | 2008 OG21                | 30 luglio 2008    | Spacewatch                        |
| 346293 -            | 2008 PG3                 | 4 agosto 2008     | Ory, M.                           |
| 346294 -            | 2008 PH6                 | 21 settembre 2001 | Spacewatch                        |
| 346295 -            | 2008 PW7                 | 5 agosto 2008     | OAM                               |
| 346296 -            | 2008 PA9                 | 6 agosto 2008     | Kugel, F.                         |
| 346297 -            | 2008 PK12                | 8 agosto 2008     | OAM                               |
| 346298 -            | 2008 PH15                | 10 agosto 2008    | OAM                               |
| 346299 -            | 2008 PS21                | 7 agosto 2008     | Spacewatch                        |
| 346300 -            | 2008 QK                  | 20 agosto 2008    | Teamo, N.                         |

## 346301-346400
| Nome              | Designazione provvisoria | Data di scoperta  | Scopritore               |
| ----------------- | ------------------------ | ----------------- | ------------------------ |
| 346301 -          | 2008 QD2                 | 24 agosto 2008    | OAM                      |
| 346302 -          | 2008 QS3                 | 25 agosto 2008    | Sarneczky, K.            |
| 346303 -          | 2008 QZ6                 | 25 agosto 2008    | Pises                    |
| 346304 -          | 2008 QV9                 | 26 agosto 2008    | OAM                      |
| 346305 -          | 2008 QW9                 | 26 agosto 2008    | Kugel, F.                |
| 346306 -          | 2008 QF10                | 26 agosto 2008    | OAM                      |
| 346307 -          | 2008 QK10                | 26 agosto 2008    | OAM                      |
| 346308 -          | 2008 QA11                | 26 agosto 2008    | OAM                      |
| 346309 -          | 2008 QK12                | 26 agosto 2008    | OAM                      |
| 346310 -          | 2008 QS12                | 7 agosto 2008     | Spacewatch               |
| 346311 -          | 2008 QJ13                | 27 agosto 2008    | OAM                      |
| 346312 -          | 2008 QB14                | 21 agosto 2008    | Spacewatch               |
| 346313 -          | 2008 QK17                | 27 agosto 2008    | OAM                      |
| 346314 -          | 2008 QV19                | 29 agosto 2008    | Karge, S., Kling, R.     |
| 346315 -          | 2008 QE24                | 30 agosto 2008    | Hug, G.                  |
| 346316 -          | 2008 QM26                | 29 agosto 2008    | OAM                      |
| 346317 -          | 2008 QC31                | 30 agosto 2008    | LINEAR                   |
| 346318 Elektrėnai | 2008 QX32                | 31 agosto 2008    | Moletai                  |
| 346319 -          | 2008 QX35                | 21 agosto 2008    | Spacewatch               |
| 346320 -          | 2008 QO39                | 24 agosto 2008    | Spacewatch               |
| 346321 -          | 2008 QY39                | 26 agosto 2008    | OAM                      |
| 346322 -          | 2008 QW41                | 26 agosto 2008    | OAM                      |
| 346323 -          | 2008 QM48                | 24 agosto 2008    | Spacewatch               |
| 346324 -          | 2008 RF                  | 1º settembre 2008 | Hoenig, S. F., Teamo, N. |
| 346325 -          | 2008 RN1                 | 3 settembre 2008  | Hoenig, S. F., Teamo, N. |
| 346326 -          | 2008 RX4                 | 2 settembre 2008  | Spacewatch               |
| 346327 -          | 2008 RM5                 | 2 settembre 2008  | Spacewatch               |
| 346328 -          | 2008 RD15                | 24 agosto 2008    | Spacewatch               |
| 346329 -          | 2008 RZ18                | 15 agosto 2004    | CINEOS                   |
| 346330 -          | 2008 RZ21                | 3 settembre 2008  | OAM                      |
| 346331 -          | 2008 RG27                | 8 settembre 2008  | Kugel, F.                |
| 346332 -          | 2008 RW29                | 2 settembre 2008  | Spacewatch               |
| 346333 -          | 2008 RK31                | 2 settembre 2008  | Spacewatch               |
| 346334 -          | 2008 RT39                | 2 settembre 2008  | Spacewatch               |
| 346335 -          | 2008 RS41                | 2 settembre 2008  | Spacewatch               |
| 346336 -          | 2008 RO44                | 2 settembre 2008  | Spacewatch               |
| 346337 -          | 2008 RK48                | 3 settembre 2008  | OAM                      |
| 346338 -          | 2008 RM50                | 3 settembre 2008  | Spacewatch               |
| 346339 -          | 2008 RE58                | 3 settembre 2008  | Spacewatch               |
| 346340 -          | 2008 RP68                | 4 settembre 2008  | Spacewatch               |
| 346341 -          | 2008 RE69                | 4 settembre 2008  | Spacewatch               |
| 346342 -          | 2008 RA72                | 6 settembre 2008  | CSS                      |
| 346343 -          | 2008 RJ77                | 6 settembre 2008  | CSS                      |
| 346344 -          | 2008 RA81                | 3 settembre 2008  | Spacewatch               |
| 346345 -          | 2008 RB86                | 5 settembre 2008  | Spacewatch               |
| 346346 -          | 2008 RD98                | 7 settembre 2008  | Mt. Lemmon Survey        |
| 346347 -          | 2008 RA110               | 3 settembre 2008  | Spacewatch               |
| 346348 -          | 2008 RY111               | 4 settembre 2008  | Spacewatch               |
| 346349 -          | 2008 RN114               | 6 settembre 2008  | Mt. Lemmon Survey        |
| 346350 -          | 2008 RX114               | 6 settembre 2008  | Mt. Lemmon Survey        |
| 346351 -          | 2008 RB118               | 9 settembre 2008  | Mt. Lemmon Survey        |
| 346352 -          | 2008 RM118               | 9 settembre 2008  | Mt. Lemmon Survey        |
| 346353 -          | 2008 RU120               | 9 settembre 2008  | Mt. Lemmon Survey        |
| 346354 -          | 2008 RO129               | 9 settembre 2008  | Mt. Lemmon Survey        |
| 346355 -          | 2008 RH130               | 9 settembre 2008  | Mt. Lemmon Survey        |
| 346356 -          | 2008 RM133               | 6 settembre 2008  | CSS                      |
| 346357 -          | 2008 RR137               | 5 settembre 2008  | Spacewatch               |
| 346358 -          | 2008 RV138               | 6 settembre 2008  | CSS                      |
| 346359 -          | 2008 RW138               | 6 settembre 2008  | CSS                      |
| 346360 -          | 2008 RF139               | 7 settembre 2008  | Mt. Lemmon Survey        |
| 346361 -          | 2008 RP140               | 9 settembre 2008  | Mt. Lemmon Survey        |
| 346362 -          | 2008 RS141               | 7 settembre 2008  | Mt. Lemmon Survey        |
| 346363 -          | 2008 ST2                 | 23 settembre 2008 | Tozzi, F.                |
| 346364 -          | 2008 SZ3                 | 22 settembre 2008 | LINEAR                   |
| 346365 -          | 2008 SR6                 | 22 settembre 2008 | LINEAR                   |
| 346366 -          | 2008 SW6                 | 22 settembre 2008 | LINEAR                   |
| 346367 -          | 2008 SF18                | 19 settembre 2008 | Spacewatch               |
| 346368 -          | 2008 SG18                | 19 settembre 2008 | Spacewatch               |
| 346369 -          | 2008 SQ18                | 29 novembre 1997  | Spacewatch               |
| 346370 -          | 2008 SE27                | 19 settembre 2008 | Spacewatch               |
| 346371 -          | 2008 SO29                | 19 settembre 2008 | Spacewatch               |
| 346372 -          | 2008 SW33                | 10 ottobre 1993   | Spacewatch               |
| 346373 -          | 2008 SA39                | 20 settembre 2008 | Spacewatch               |
| 346374 -          | 2008 SZ39                | 20 settembre 2008 | Spacewatch               |
| 346375 -          | 2008 SH46                | 20 settembre 2008 | Spacewatch               |
| 346376 -          | 2008 SL46                | 20 settembre 2008 | Spacewatch               |
| 346377 -          | 2008 SM46                | 20 settembre 2008 | Spacewatch               |
| 346378 -          | 2008 SB47                | 20 settembre 2008 | Spacewatch               |
| 346379 -          | 2008 SQ48                | 20 settembre 2008 | Mt. Lemmon Survey        |
| 346380 -          | 2008 SC53                | 20 settembre 2008 | Mt. Lemmon Survey        |
| 346381 -          | 2008 SD54                | 20 settembre 2008 | Mt. Lemmon Survey        |
| 346382 -          | 2008 SN56                | 20 settembre 2008 | Mt. Lemmon Survey        |
| 346383 -          | 2008 SO56                | 20 settembre 2008 | Mt. Lemmon Survey        |
| 346384 -          | 2008 SW60                | 20 settembre 2008 | CSS                      |
| 346385 -          | 2008 SW62                | 21 settembre 2008 | Spacewatch               |
| 346386 -          | 2008 SM64                | 21 settembre 2008 | CSS                      |
| 346387 -          | 2008 SO64                | 21 settembre 2008 | CSS                      |
| 346388 -          | 2008 SS71                | 22 settembre 2008 | Tucker, R. A.            |
| 346389 -          | 2008 SF76                | 24 agosto 2008    | Spacewatch               |
| 346390 -          | 2008 SZ77                | 3 settembre 2008  | Spacewatch               |
| 346391 -          | 2008 SV84                | 28 settembre 2008 | Young, J. W.             |
| 346392 -          | 2008 SK87                | 20 settembre 2008 | CSS                      |
| 346393 -          | 2008 SQ87                | 20 settembre 2008 | CSS                      |
| 346394 -          | 2008 SL100               | 21 settembre 2008 | Spacewatch               |
| 346395 -          | 2008 SE101               | 21 settembre 2008 | Spacewatch               |
| 346396 -          | 2008 SY106               | 21 settembre 2008 | Spacewatch               |
| 346397 -          | 2008 SC116               | 22 settembre 2008 | Spacewatch               |
| 346398 -          | 2008 SB120               | 22 settembre 2008 | Mt. Lemmon Survey        |
| 346399 -          | 2008 SO120               | 22 settembre 2008 | Mt. Lemmon Survey        |
| 346400 -          | 2008 SA129               | 22 settembre 2008 | Spacewatch               |

## 346401-346500
| Nome     | Designazione provvisoria | Data di scoperta  | Scopritore                        |
| -------- | ------------------------ | ----------------- | --------------------------------- |
| 346401 - | 2008 SC137               | 23 settembre 2008 | Mt. Lemmon Survey                 |
| 346402 - | 2008 SF148               | 25 settembre 2008 | Bickel, W.                        |
| 346403 - | 2008 SL149               | 24 settembre 2008 | Bickel, W.                        |
| 346404 - | 2008 SB152               | 26 settembre 2008 | BATTeRS                           |
| 346405 - | 2008 SU152               | 22 settembre 2008 | LINEAR                            |
| 346406 - | 2008 SO154               | 19 settembre 2008 | Spacewatch                        |
| 346407 - | 2008 SE156               | 23 settembre 2008 | LINEAR                            |
| 346408 - | 2008 SF156               | 23 settembre 2008 | LINEAR                            |
| 346409 - | 2008 SG156               | 23 settembre 2008 | LINEAR                            |
| 346410 - | 2008 SM159               | 24 settembre 2008 | LINEAR                            |
| 346411 - | 2008 SP164               | 28 settembre 2008 | LINEAR                            |
| 346412 - | 2008 SW164               | 28 settembre 2008 | LINEAR                            |
| 346413 - | 2008 SK166               | 28 settembre 2008 | LINEAR                            |
| 346414 - | 2008 SP178               | 23 settembre 2008 | Siding Spring Survey              |
| 346415 - | 2008 SZ180               | 24 settembre 2008 | Spacewatch                        |
| 346416 - | 2008 SH182               | 24 settembre 2008 | Spacewatch                        |
| 346417 - | 2008 SJ182               | 14 gennaio 2002   | Spacewatch                        |
| 346418 - | 2008 SW183               | 24 settembre 2008 | Spacewatch                        |
| 346419 - | 2008 SC192               | 25 settembre 2008 | Spacewatch                        |
| 346420 - | 2008 SK193               | 25 settembre 2008 | Spacewatch                        |
| 346421 - | 2008 SO193               | 25 settembre 2008 | Spacewatch                        |
| 346422 - | 2008 SP196               | 25 settembre 2008 | Spacewatch                        |
| 346423 - | 2008 ST197               | 25 settembre 2008 | Spacewatch                        |
| 346424 - | 2008 SB205               | 26 settembre 2008 | Spacewatch                        |
| 346425 - | 2008 SF206               | 26 settembre 2008 | Spacewatch                        |
| 346426 - | 2008 SF219               | 30 settembre 2008 | OAM                               |
| 346427 - | 2008 SL224               | 26 settembre 2008 | Spacewatch                        |
| 346428 - | 2008 ST235               | 28 settembre 2008 | Mt. Lemmon Survey                 |
| 346429 - | 2008 SM238               | 29 settembre 2008 | Spacewatch                        |
| 346430 - | 2008 SE242               | 10 settembre 2008 | Spacewatch                        |
| 346431 - | 2008 SJ242               | 29 settembre 2008 | Spacewatch                        |
| 346432 - | 2008 SA248               | 20 settembre 2008 | Spacewatch                        |
| 346433 - | 2008 SY248               | 3 giugno 2003     | Spacewatch                        |
| 346434 - | 2008 SK253               | 21 settembre 2008 | Spacewatch                        |
| 346435 - | 2008 SZ254               | 23 settembre 2008 | Mt. Lemmon Survey                 |
| 346436 - | 2008 SU258               | 22 settembre 2008 | CSS                               |
| 346437 - | 2008 SZ265               | 29 settembre 2008 | Spacewatch                        |
| 346438 - | 2008 SX267               | 23 settembre 2008 | Spacewatch                        |
| 346439 - | 2008 SC282               | 25 settembre 2008 | Mt. Lemmon Survey                 |
| 346440 - | 2008 SJ302               | 23 settembre 2008 | CSS                               |
| 346441 - | 2008 SH308               | 30 settembre 2008 | Mt. Lemmon Survey                 |
| 346442 - | 2008 TO2                 | 4 ottobre 2008    | CSS                               |
| 346443 - | 2008 TP7                 | 3 ottobre 2008    | OAM                               |
| 346444 - | 2008 TD8                 | 4 ottobre 2008    | OAM                               |
| 346445 - | 2008 TW15                | 2 settembre 2008  | Spacewatch                        |
| 346446 - | 2008 TL19                | 1º ottobre 2008   | Mt. Lemmon Survey                 |
| 346447 - | 2008 TM20                | 22 settembre 2008 | Mt. Lemmon Survey                 |
| 346448 - | 2008 TL21                | 1º ottobre 2008   | Mt. Lemmon Survey                 |
| 346449 - | 2008 TF22                | 1º ottobre 2008   | Mt. Lemmon Survey                 |
| 346450 - | 2008 TQ23                | 25 aprile 2007    | Mt. Lemmon Survey                 |
| 346451 - | 2008 TY26                | 10 ottobre 2008   | Mt. Lemmon Survey                 |
| 346452 - | 2008 TW39                | 1º ottobre 2008   | Spacewatch                        |
| 346453 - | 2008 TJ47                | 1º ottobre 2008   | Spacewatch                        |
| 346454 - | 2008 TE50                | 2 ottobre 2008    | Spacewatch                        |
| 346455 - | 2008 TE60                | 2 ottobre 2008    | Spacewatch                        |
| 346456 - | 2008 TF66                | 2 ottobre 2008    | Spacewatch                        |
| 346457 - | 2008 TR72                | 2 ottobre 2008    | Spacewatch                        |
| 346458 - | 2008 TB78                | 2 ottobre 2008    | Mt. Lemmon Survey                 |
| 346459 - | 2008 TR84                | 3 ottobre 2008    | Spacewatch                        |
| 346460 - | 2008 TZ84                | 3 ottobre 2008    | Spacewatch                        |
| 346461 - | 2008 TK86                | 3 ottobre 2008    | Mt. Lemmon Survey                 |
| 346462 - | 2008 TZ90                | 3 ottobre 2008    | Spacewatch                        |
| 346463 - | 2008 TB94                | 5 ottobre 2008    | OAM                               |
| 346464 - | 2008 TC116               | 6 ottobre 2008    | CSS                               |
| 346465 - | 2008 TN120               | 7 ottobre 2008    | Mt. Lemmon Survey                 |
| 346466 - | 2008 TZ120               | 7 ottobre 2008    | Spacewatch                        |
| 346467 - | 2008 TG131               | 8 ottobre 2008    | Mt. Lemmon Survey                 |
| 346468 - | 2008 TF134               | 8 ottobre 2008    | Mt. Lemmon Survey                 |
| 346469 - | 2008 TR151               | 9 ottobre 2008    | Mt. Lemmon Survey                 |
| 346470 - | 2008 TW158               | 10 ottobre 2008   | Spacewatch                        |
| 346471 - | 2008 TA160               | 1º ottobre 2008   | Astronomical Research Observatory |
| 346472 - | 2008 TH165               | 2 ottobre 2008    | Spacewatch                        |
| 346473 - | 2008 TH168               | 1º ottobre 2008   | CSS                               |
| 346474 - | 2008 TK180               | 2 ottobre 2008    | CSS                               |
| 346475 - | 2008 TM182               | 1º ottobre 2008   | Spacewatch                        |
| 346476 - | 2008 TJ183               | 2 ottobre 2008    | LINEAR                            |
| 346477 - | 2008 TO185               | 6 ottobre 2008    | Mt. Lemmon Survey                 |
| 346478 - | 2008 TN186               | 7 ottobre 2008    | Mt. Lemmon Survey                 |
| 346479 - | 2008 UG                  | 17 ottobre 2008   | Siding Spring Survey              |
| 346480 - | 2008 UK1                 | 20 ottobre 2008   | Tucker, R. A.                     |
| 346481 - | 2008 UN5                 | 25 ottobre 2008   | CSS                               |
| 346482 - | 2008 UZ10                | 17 ottobre 2008   | Spacewatch                        |
| 346483 - | 2008 UX29                | 20 ottobre 2008   | Spacewatch                        |
| 346484 - | 2008 UH32                | 20 ottobre 2008   | Spacewatch                        |
| 346485 - | 2008 UY38                | 20 ottobre 2008   | Spacewatch                        |
| 346486 - | 2008 UE40                | 22 settembre 2008 | Mt. Lemmon Survey                 |
| 346487 - | 2008 UJ47                | 20 ottobre 2008   | Spacewatch                        |
| 346488 - | 2008 UB48                | 20 ottobre 2008   | Mt. Lemmon Survey                 |
| 346489 - | 2008 UN52                | 20 ottobre 2008   | Spacewatch                        |
| 346490 - | 2008 UD60                | 21 ottobre 2008   | Spacewatch                        |
| 346491 - | 2008 UA62                | 21 ottobre 2008   | Spacewatch                        |
| 346492 - | 2008 UJ67                | 24 febbraio 2006  | Mt. Lemmon Survey                 |
| 346493 - | 2008 UK71                | 21 ottobre 2008   | Mt. Lemmon Survey                 |
| 346494 - | 2008 UH74                | 21 ottobre 2008   | Spacewatch                        |
| 346495 - | 2008 UL75                | 21 ottobre 2008   | Spacewatch                        |
| 346496 - | 2008 UW75                | 21 ottobre 2008   | Spacewatch                        |
| 346497 - | 2008 UO76                | 21 ottobre 2008   | Spacewatch                        |
| 346498 - | 2008 US78                | 22 ottobre 2008   | Spacewatch                        |
| 346499 - | 2008 UF86                | 23 ottobre 2008   | Spacewatch                        |
| 346500 - | 2008 UV86                | 23 ottobre 2008   | Mt. Lemmon Survey                 |

## 346501-346600
| Nome     | Designazione provvisoria | Data di scoperta  | Scopritore        |
| -------- | ------------------------ | ----------------- | ----------------- |
| 346501 - | 2008 UL94                | 26 ottobre 2008   | LINEAR            |
| 346502 - | 2008 UH95                | 28 ottobre 2008   | Birtwhistle, P.   |
| 346503 - | 2008 UO102               | 24 marzo 2006     | Mt. Lemmon Survey |
| 346504 - | 2008 UT105               | 21 ottobre 2008   | Spacewatch        |
| 346505 - | 2008 UC125               | 22 ottobre 2008   | Spacewatch        |
| 346506 - | 2008 UR126               | 22 ottobre 2008   | Spacewatch        |
| 346507 - | 2008 UZ127               | 22 ottobre 2008   | Spacewatch        |
| 346508 - | 2008 UA131               | 23 ottobre 2008   | Spacewatch        |
| 346509 - | 2008 UZ131               | 23 ottobre 2008   | Spacewatch        |
| 346510 - | 2008 UJ132               | 23 ottobre 2008   | Spacewatch        |
| 346511 - | 2008 UK136               | 23 ottobre 2008   | Spacewatch        |
| 346512 - | 2008 UM142               | 23 ottobre 2008   | Spacewatch        |
| 346513 - | 2008 UL143               | 23 ottobre 2008   | Spacewatch        |
| 346514 - | 2008 UD149               | 23 ottobre 2008   | Spacewatch        |
| 346515 - | 2008 UM157               | 23 ottobre 2008   | Spacewatch        |
| 346516 - | 2008 UR158               | 23 ottobre 2008   | Spacewatch        |
| 346517 - | 2008 UQ160               | 23 ottobre 2008   | Spacewatch        |
| 346518 - | 2008 US162               | 24 ottobre 2008   | Spacewatch        |
| 346519 - | 2008 UT166               | 24 ottobre 2008   | Spacewatch        |
| 346520 - | 2008 UC169               | 24 ottobre 2008   | Spacewatch        |
| 346521 - | 2008 UP181               | 24 ottobre 2008   | Mt. Lemmon Survey |
| 346522 - | 2008 UA185               | 24 ottobre 2008   | Spacewatch        |
| 346523 - | 2008 UM185               | 24 ottobre 2008   | Spacewatch        |
| 346524 - | 2008 UB186               | 24 ottobre 2008   | Mt. Lemmon Survey |
| 346525 - | 2008 UR186               | 24 ottobre 2008   | Spacewatch        |
| 346526 - | 2008 UA187               | 24 ottobre 2008   | Spacewatch        |
| 346527 - | 2008 UV196               | 27 ottobre 2008   | Mt. Lemmon Survey |
| 346528 - | 2008 UM201               | 28 ottobre 2008   | LINEAR            |
| 346529 - | 2008 UX204               | 25 ottobre 2008   | CSS               |
| 346530 - | 2008 UT223               | 25 ottobre 2008   | CSS               |
| 346531 - | 2008 UM225               | 25 ottobre 2008   | Spacewatch        |
| 346532 - | 2008 UH228               | 25 ottobre 2008   | Spacewatch        |
| 346533 - | 2008 UY239               | 26 ottobre 2008   | Spacewatch        |
| 346534 - | 2008 UE245               | 26 ottobre 2008   | Spacewatch        |
| 346535 - | 2008 UW247               | 26 ottobre 2008   | Spacewatch        |
| 346536 - | 2008 UO260               | 27 ottobre 2008   | Mt. Lemmon Survey |
| 346537 - | 2008 UD271               | 21 settembre 2008 | Mt. Lemmon Survey |
| 346538 - | 2008 UJ273               | 17 novembre 2004  | CINEOS            |
| 346539 - | 2008 UR277               | 28 ottobre 2008   | Mt. Lemmon Survey |
| 346540 - | 2008 UK282               | 28 ottobre 2008   | Spacewatch        |
| 346541 - | 2008 UW284               | 28 ottobre 2008   | Mt. Lemmon Survey |
| 346542 - | 2008 UP288               | 28 ottobre 2008   | Mt. Lemmon Survey |
| 346543 - | 2008 UX289               | 28 ottobre 2008   | Spacewatch        |
| 346544 - | 2008 UE300               | 29 ottobre 2008   | Spacewatch        |
| 346545 - | 2008 UL302               | 29 ottobre 2008   | Spacewatch        |
| 346546 - | 2008 UM303               | 29 ottobre 2008   | Spacewatch        |
| 346547 - | 2008 UB304               | 29 ottobre 2008   | Mt. Lemmon Survey |
| 346548 - | 2008 UQ304               | 29 ottobre 2008   | Spacewatch        |
| 346549 - | 2008 UV314               | 30 ottobre 2008   | Mt. Lemmon Survey |
| 346550 - | 2008 UQ324               | 31 ottobre 2008   | Spacewatch        |
| 346551 - | 2008 UJ325               | 31 ottobre 2008   | Spacewatch        |
| 346552 - | 2008 UA327               | 31 ottobre 2008   | Mt. Lemmon Survey |
| 346553 - | 2008 UL328               | 24 ottobre 2008   | CSS               |
| 346554 - | 2008 UK338               | 21 ottobre 2008   | Spacewatch        |
| 346555 - | 2008 UV340               | 24 ottobre 2008   | Spacewatch        |
| 346556 - | 2008 UW340               | 24 ottobre 2008   | CSS               |
| 346557 - | 2008 UM346               | 31 ottobre 2008   | Mt. Lemmon Survey |
| 346558 - | 2008 UZ353               | 21 ottobre 2008   | Mt. Lemmon Survey |
| 346559 - | 2008 UM354               | 27 ottobre 2008   | Mt. Lemmon Survey |
| 346560 - | 2008 UP355               | 25 ottobre 2008   | Mt. Lemmon Survey |
| 346561 - | 2008 UH357               | 24 ottobre 2008   | Spacewatch        |
| 346562 - | 2008 UX365               | 24 ottobre 2008   | CSS               |
| 346563 - | 2008 UO368               | 24 ottobre 2008   | Mt. Lemmon Survey |
| 346564 - | 2008 UY368               | 26 ottobre 2008   | Mt. Lemmon Survey |
| 346565 - | 2008 VF1                 | 1º novembre 2008  | LINEAR            |
| 346566 - | 2008 VF9                 | 2 novembre 2008   | Mt. Lemmon Survey |
| 346567 - | 2008 VH15                | 30 luglio 2008    | Mt. Lemmon Survey |
| 346568 - | 2008 VZ17                | 1º novembre 2008  | Spacewatch        |
| 346569 - | 2008 VF19                | 1º novembre 2008  | Spacewatch        |
| 346570 - | 2008 VB23                | 1º novembre 2008  | Mt. Lemmon Survey |
| 346571 - | 2008 VX25                | 2 novembre 2008   | Spacewatch        |
| 346572 - | 2008 VT34                | 2 novembre 2008   | Mt. Lemmon Survey |
| 346573 - | 2008 VG47                | 3 novembre 2008   | Spacewatch        |
| 346574 - | 2008 VR47                | 3 novembre 2008   | Mt. Lemmon Survey |
| 346575 - | 2008 VD48                | 29 settembre 2008 | Mt. Lemmon Survey |
| 346576 - | 2008 VJ51                | 7 settembre 2008  | Mt. Lemmon Survey |
| 346577 - | 2008 VJ57                | 22 settembre 2008 | Mt. Lemmon Survey |
| 346578 - | 2008 VK59                | 7 novembre 2008   | CSS               |
| 346579 - | 2008 VJ60                | 7 novembre 2008   | Mt. Lemmon Survey |
| 346580 - | 2008 VA65                | 1º novembre 2008  | Spacewatch        |
| 346581 - | 2008 VQ65                | 9 novembre 2008   | Spacewatch        |
| 346582 - | 2008 VO68                | 2 novembre 2008   | Mt. Lemmon Survey |
| 346583 - | 2008 VP68                | 8 novembre 2008   | Mt. Lemmon Survey |
| 346584 - | 2008 VB74                | 7 novembre 2008   | Mt. Lemmon Survey |
| 346585 - | 2008 VH76                | 1º novembre 2008  | Mt. Lemmon Survey |
| 346586 - | 2008 VU76                | 1º novembre 2008  | Spacewatch        |
| 346587 - | 2008 VG78                | 7 novembre 2008   | Mt. Lemmon Survey |
| 346588 - | 2008 VM78                | 7 novembre 2008   | Mt. Lemmon Survey |
| 346589 - | 2008 VC79                | 9 novembre 2008   | Mt. Lemmon Survey |
| 346590 - | 2008 VM79                | 7 novembre 2008   | Mt. Lemmon Survey |
| 346591 - | 2008 VW79                | 6 novembre 2008   | LINEAR            |
| 346592 - | 2008 VE80                | 2 novembre 2008   | Mt. Lemmon Survey |
| 346593 - | 2008 WJ1                 | 17 novembre 2008  | Spacewatch        |
| 346594 - | 2008 WD8                 | 17 novembre 2008  | Spacewatch        |
| 346595 - | 2008 WH8                 | 17 novembre 2008  | Spacewatch        |
| 346596 - | 2008 WC9                 | 17 novembre 2008  | Spacewatch        |
| 346597 - | 2008 WU15                | 17 novembre 2008  | Spacewatch        |
| 346598 - | 2008 WZ21                | 18 novembre 2008  | OAM               |
| 346599 - | 2008 WW24                | 18 novembre 2008  | CSS               |
| 346600 - | 2008 WX24                | 18 novembre 2008  | CSS               |

## 346601-346700
| Nome     | Designazione provvisoria | Data di scoperta  | Scopritore             |
| -------- | ------------------------ | ----------------- | ---------------------- |
| 346601 - | 2008 WE32                | 19 novembre 2008  | Mt. Lemmon Survey      |
| 346602 - | 2008 WO32                | 1º novembre 2008  | Mt. Lemmon Survey      |
| 346603 - | 2008 WH35                | 17 novembre 2008  | Spacewatch             |
| 346604 - | 2008 WY42                | 17 novembre 2008  | Spacewatch             |
| 346605 - | 2008 WR46                | 17 novembre 2008  | Spacewatch             |
| 346606 - | 2008 WR58                | 30 settembre 2008 | Mt. Lemmon Survey      |
| 346607 - | 2008 WG60                | 21 novembre 2008  | LINEAR                 |
| 346608 - | 2008 WC63                | 20 novembre 2008  | LINEAR                 |
| 346609 - | 2008 WD64                | 18 novembre 2008  | CSS                    |
| 346610 - | 2008 WN68                | 18 novembre 2008  | Spacewatch             |
| 346611 - | 2008 WD73                | 19 novembre 2008  | Mt. Lemmon Survey      |
| 346612 - | 2008 WF75                | 20 novembre 2008  | Spacewatch             |
| 346613 - | 2008 WB81                | 20 novembre 2008  | Spacewatch             |
| 346614 - | 2008 WG84                | 20 novembre 2008  | Spacewatch             |
| 346615 - | 2008 WQ84                | 20 novembre 2008  | Spacewatch             |
| 346616 - | 2008 WG90                | 22 novembre 2008  | Spacewatch             |
| 346617 - | 2008 WK90                | 22 novembre 2008  | Mt. Lemmon Survey      |
| 346618 - | 2008 WH92                | 7 novembre 2008   | Charleston             |
| 346619 - | 2008 WA93                | 26 novembre 2008  | OAM                    |
| 346620 - | 2008 WE95                | 21 novembre 2008  | Cerro Burek            |
| 346621 - | 2008 WM95                | 23 novembre 2008  | LINEAR                 |
| 346622 - | 2008 WS99                | 24 novembre 2008  | Mt. Lemmon Survey      |
| 346623 - | 2008 WU100               | 24 novembre 2008  | Mt. Lemmon Survey      |
| 346624 - | 2008 WS109               | 30 novembre 2008  | Spacewatch             |
| 346625 - | 2008 WK112               | 30 novembre 2008  | Spacewatch             |
| 346626 - | 2008 WJ113               | 30 novembre 2008  | Spacewatch             |
| 346627 - | 2008 WC124               | 19 novembre 2008  | Mt. Lemmon Survey      |
| 346628 - | 2008 WD125               | 24 novembre 2008  | Spacewatch             |
| 346629 - | 2008 WO128               | 24 novembre 2008  | Spacewatch             |
| 346630 - | 2008 WC132               | 9 dicembre 2004   | Spacewatch             |
| 346631 - | 2008 WK133               | 19 novembre 2008  | Spacewatch             |
| 346632 - | 2008 WX135               | 19 novembre 2008  | Spacewatch             |
| 346633 - | 2008 WD136               | 19 novembre 2008  | Spacewatch             |
| 346634 - | 2008 WW137               | 24 novembre 2008  | Spacewatch             |
| 346635 - | 2008 WS138               | 19 novembre 2008  | Spacewatch             |
| 346636 - | 2008 WW139               | 30 novembre 2008  | Spacewatch             |
| 346637 - | 2008 WZ140               | 19 novembre 2008  | Mt. Lemmon Survey      |
| 346638 - | 2008 XH3                 | 6 dicembre 2008   | BATTeRS                |
| 346639 - | 2008 XN4                 | 7 ottobre 2008    | LINEAR                 |
| 346640 - | 2008 XR8                 | 1º dicembre 2008  | Mt. Lemmon Survey      |
| 346641 - | 2008 XD12                | 2 dicembre 2008   | Mt. Lemmon Survey      |
| 346642 - | 2008 XQ14                | 24 settembre 2008 | Mt. Lemmon Survey      |
| 346643 - | 2008 XV14                | 1º dicembre 2008  | Spacewatch             |
| 346644 - | 2008 XC22                | 1º dicembre 2008  | Mt. Lemmon Survey      |
| 346645 - | 2008 XS29                | 1º dicembre 2008  | Spacewatch             |
| 346646 - | 2008 XN35                | 2 dicembre 2008   | Spacewatch             |
| 346647 - | 2008 XD40                | 22 novembre 2008  | Spacewatch             |
| 346648 - | 2008 XQ45                | 4 dicembre 2008   | Hug, G.                |
| 346649 - | 2008 XU49                | 7 dicembre 2008   | Mt. Lemmon Survey      |
| 346650 - | 2008 XR51                | 1º dicembre 2008  | Spacewatch             |
| 346651 - | 2008 XO54                | 2 dicembre 2008   | LINEAR                 |
| 346652 - | 2008 XA55                | 6 dicembre 2008   | LINEAR                 |
| 346653 - | 2008 XC55                | 6 dicembre 2008   | Spacewatch             |
| 346654 - | 2008 YT                  | 19 dicembre 2008  | Hormuth, F.            |
| 346655 - | 2008 YD1                 | 16 gennaio 2005   | LINEAR                 |
| 346656 - | 2008 YH1                 | 28 settembre 2003 | Spacewatch             |
| 346657 - | 2008 YW2                 | 22 dicembre 2008  | Lowe, A.               |
| 346658 - | 2008 YA7                 | 23 dicembre 2008  | Kugel, F.              |
| 346659 - | 2008 YZ7                 | 22 dicembre 2008  | OAM                    |
| 346660 - | 2008 YT11                | 21 dicembre 2008  | CSS                    |
| 346661 - | 2008 YW13                | 20 dicembre 2008  | Mt. Lemmon Survey      |
| 346662 - | 2008 YG14                | 20 dicembre 2008  | LUSS                   |
| 346663 - | 2008 YH17                | 21 dicembre 2008  | Mt. Lemmon Survey      |
| 346664 - | 2008 YN18                | 21 dicembre 2008  | Spacewatch             |
| 346665 - | 2008 YH21                | 21 dicembre 2008  | Mt. Lemmon Survey      |
| 346666 - | 2008 YK22                | 21 dicembre 2008  | Mt. Lemmon Survey      |
| 346667 - | 2008 YS25                | 25 maggio 2007    | Mt. Lemmon Survey      |
| 346668 - | 2008 YP26                | 24 dicembre 2008  | Kugel, F.              |
| 346669 - | 2008 YE27                | 22 dicembre 2008  | LINEAR                 |
| 346670 - | 2008 YF27                | 22 dicembre 2008  | LINEAR                 |
| 346671 - | 2008 YH28                | 29 dicembre 2008  | Lowe, A.               |
| 346672 - | 2008 YL29                | 27 dicembre 2008  | BATTeRS                |
| 346673 - | 2008 YO32                | 30 dicembre 2008  | PMO NEO Survey Program |
| 346674 - | 2008 YN33                | 29 dicembre 2008  | Kugel, F.              |
| 346675 - | 2008 YM34                | 31 dicembre 2008  | Bickel, W.             |
| 346676 - | 2008 YT34                | 27 dicembre 2008  | Bickel, W.             |
| 346677 - | 2008 YK36                | 22 dicembre 2008  | Spacewatch             |
| 346678 - | 2008 YS38                | 29 dicembre 2008  | CSS                    |
| 346679 - | 2008 YN39                | 29 dicembre 2008  | Mt. Lemmon Survey      |
| 346680 - | 2008 YV40                | 30 dicembre 2008  | Spacewatch             |
| 346681 - | 2008 YG50                | 29 dicembre 2008  | Mt. Lemmon Survey      |
| 346682 - | 2008 YR63                | 30 dicembre 2008  | Mt. Lemmon Survey      |
| 346683 - | 2008 YL78                | 30 dicembre 2008  | Mt. Lemmon Survey      |
| 346684 - | 2008 YU78                | 30 dicembre 2008  | Mt. Lemmon Survey      |
| 346685 - | 2008 YF82                | 24 agosto 2007    | Spacewatch             |
| 346686 - | 2008 YJ83                | 31 dicembre 2008  | Spacewatch             |
| 346687 - | 2008 YY84                | 27 dicembre 2008  | Bickel, W.             |
| 346688 - | 2008 YJ109               | 29 dicembre 2008  | Spacewatch             |
| 346689 - | 2008 YT110               | 31 dicembre 2008  | Spacewatch             |
| 346690 - | 2008 YE113               | 31 dicembre 2008  | CSS                    |
| 346691 - | 2008 YA114               | 29 dicembre 2008  | Spacewatch             |
| 346692 - | 2008 YU120               | 30 dicembre 2008  | Spacewatch             |
| 346693 - | 2008 YH121               | 30 dicembre 2008  | Spacewatch             |
| 346694 - | 2008 YZ121               | 30 dicembre 2008  | Mt. Lemmon Survey      |
| 346695 - | 2008 YC123               | 30 dicembre 2008  | Spacewatch             |
| 346696 - | 2008 YG123               | 30 dicembre 2008  | Spacewatch             |
| 346697 - | 2008 YG124               | 30 dicembre 2008  | Spacewatch             |
| 346698 - | 2008 YN134               | 30 dicembre 2008  | Spacewatch             |
| 346699 - | 2008 YO138               | 30 dicembre 2008  | Spacewatch             |
| 346700 - | 2008 YT138               | 30 dicembre 2008  | Mt. Lemmon Survey      |

## 346701-346800
| Nome                | Designazione provvisoria | Data di scoperta  | Scopritore             |
| ------------------- | ------------------------ | ----------------- | ---------------------- |
| 346701 -            | 2008 YM144               | 30 dicembre 2008  | Spacewatch             |
| 346702 -            | 2008 YB151               | 22 dicembre 2008  | Mt. Lemmon Survey      |
| 346703 -            | 2008 YE155               | 22 dicembre 2008  | Spacewatch             |
| 346704 -            | 2008 YD156               | 29 dicembre 2008  | Mt. Lemmon Survey      |
| 346705 -            | 2008 YA159               | 30 dicembre 2008  | Mt. Lemmon Survey      |
| 346706 -            | 2008 YO159               | 31 dicembre 2008  | Spacewatch             |
| 346707 -            | 2008 YU159               | 22 dicembre 2008  | CSS                    |
| 346708 -            | 2008 YT162               | 22 dicembre 2008  | Spacewatch             |
| 346709 -            | 2008 YL165               | 22 dicembre 2008  | Mt. Lemmon Survey      |
| 346710 -            | 2008 YZ166               | 19 dicembre 2008  | LINEAR                 |
| 346711 -            | 2008 YB167               | 20 dicembre 2008  | LINEAR                 |
| 346712 -            | 2008 YC169               | 22 dicembre 2008  | Spacewatch             |
| 346713 -            | 2008 YK169               | 29 dicembre 2008  | Mt. Lemmon Survey      |
| 346714 -            | 2008 YU169               | 31 dicembre 2008  | Mt. Lemmon Survey      |
| 346715 -            | 2008 YN172               | 29 dicembre 2008  | CSS                    |
| 346716 -            | 2009 AW                  | 2 gennaio 2009    | Lowe, A.               |
| 346717 -            | 2009 AB1                 | 1º gennaio 2009   | Kugel, F.              |
| 346718 -            | 2009 AL6                 | 1º gennaio 2009   | Spacewatch             |
| 346719 -            | 2009 AO12                | 2 gennaio 2009    | Mt. Lemmon Survey      |
| 346720 -            | 2009 AX14                | 2 gennaio 2009    | Mt. Lemmon Survey      |
| 346721 Panchengdong | 2009 AP15                | 14 gennaio 2009   | Shandong University    |
| 346722 -            | 2009 AH17                | 1º gennaio 2009   | Spacewatch             |
| 346723 -            | 2009 AJ17                | 1º gennaio 2009   | Spacewatch             |
| 346724 -            | 2009 AT18                | 2 gennaio 2009    | Spacewatch             |
| 346725 -            | 2009 AU21                | 3 gennaio 2009    | Spacewatch             |
| 346726 -            | 2009 AN22                | 11 settembre 2007 | Mt. Lemmon Survey      |
| 346727 -            | 2009 AU23                | 3 gennaio 2009    | Spacewatch             |
| 346728 -            | 2009 AZ25                | 2 gennaio 2009    | Spacewatch             |
| 346729 -            | 2009 AK26                | 2 gennaio 2009    | Spacewatch             |
| 346730 -            | 2009 AA27                | 2 gennaio 2009    | Spacewatch             |
| 346731 -            | 2009 AY30                | 15 gennaio 2009   | Spacewatch             |
| 346732 -            | 2009 AX33                | 15 gennaio 2009   | Spacewatch             |
| 346733 -            | 2009 AH46                | 8 gennaio 2009    | Spacewatch             |
| 346734 -            | 2009 AM49                | 1º gennaio 2009   | Spacewatch             |
| 346735 -            | 2009 AV50                | 15 gennaio 2009   | Spacewatch             |
| 346736 -            | 2009 BQ3                 | 31 ottobre 2002   | NEAT                   |
| 346737 -            | 2009 BX3                 | 18 gennaio 2009   | LINEAR                 |
| 346738 -            | 2009 BA4                 | 18 gennaio 2009   | LINEAR                 |
| 346739 -            | 2009 BE5                 | 17 gennaio 2009   | Kugel, F.              |
| 346740 -            | 2009 BX5                 | 18 gennaio 2009   | Hug, G.                |
| 346741 -            | 2009 BP7                 | 18 gennaio 2009   | LINEAR                 |
| 346742 -            | 2009 BL8                 | 17 gennaio 2009   | LINEAR                 |
| 346743 -            | 2009 BJ12                | 25 gennaio 2009   | Gierlinger, R.         |
| 346744 -            | 2009 BS14                | 16 gennaio 2009   | Spacewatch             |
| 346745 -            | 2009 BD15                | 16 gennaio 2009   | Spacewatch             |
| 346746 -            | 2009 BG16                | 16 gennaio 2009   | Mt. Lemmon Survey      |
| 346747 -            | 2009 BX16                | 16 gennaio 2009   | Spacewatch             |
| 346748 -            | 2009 BF17                | 13 settembre 2007 | Mt. Lemmon Survey      |
| 346749 -            | 2009 BX18                | 16 gennaio 2009   | Mt. Lemmon Survey      |
| 346750 -            | 2009 BM23                | 17 gennaio 2009   | Spacewatch             |
| 346751 -            | 2009 BR27                | 16 gennaio 2009   | Spacewatch             |
| 346752 -            | 2009 BS28                | 16 gennaio 2009   | Spacewatch             |
| 346753 -            | 2009 BX31                | 16 gennaio 2009   | Spacewatch             |
| 346754 -            | 2009 BW34                | 16 gennaio 2009   | Spacewatch             |
| 346755 -            | 2009 BF35                | 16 gennaio 2009   | Spacewatch             |
| 346756 -            | 2009 BX37                | 16 gennaio 2009   | Spacewatch             |
| 346757 -            | 2009 BD41                | 16 gennaio 2009   | Spacewatch             |
| 346758 -            | 2009 BY43                | 16 gennaio 2009   | Spacewatch             |
| 346759 -            | 2009 BV46                | 16 gennaio 2009   | Spacewatch             |
| 346760 -            | 2009 BB55                | 16 gennaio 2009   | Mt. Lemmon Survey      |
| 346761 -            | 2009 BH57                | 18 gennaio 2009   | Spacewatch             |
| 346762 -            | 2009 BG62                | 18 gennaio 2009   | Mt. Lemmon Survey      |
| 346763 -            | 2009 BZ73                | 16 gennaio 2009   | PMO NEO Survey Program |
| 346764 -            | 2009 BE74                | 17 gennaio 2009   | Spacewatch             |
| 346765 -            | 2009 BF74                | 17 gennaio 2009   | Spacewatch             |
| 346766 -            | 2009 BN74                | 18 gennaio 2009   | CSS                    |
| 346767 -            | 2009 BS74                | 18 gennaio 2009   | PMO NEO Survey Program |
| 346768 -            | 2009 BQ79                | 30 gennaio 2009   | LINEAR                 |
| 346769 -            | 2009 BY84                | 1º gennaio 2009   | Spacewatch             |
| 346770 -            | 2009 BE85                | 22 dicembre 2008  | Spacewatch             |
| 346771 -            | 2009 BH85                | 25 gennaio 2009   | Spacewatch             |
| 346772 -            | 2009 BR86                | 25 gennaio 2009   | Spacewatch             |
| 346773 -            | 2009 BP93                | 25 gennaio 2009   | Spacewatch             |
| 346774 -            | 2009 BS95                | 26 gennaio 2009   | Mt. Lemmon Survey      |
| 346775 -            | 2009 BT95                | 26 gennaio 2009   | Mt. Lemmon Survey      |
| 346776 -            | 2009 BX99                | 28 gennaio 2009   | CSS                    |
| 346777 -            | 2009 BL111               | 28 gennaio 2009   | CSS                    |
| 346778 -            | 2009 BP113               | 26 gennaio 2009   | Spacewatch             |
| 346779 -            | 2009 BU114               | 26 gennaio 2009   | Spacewatch             |
| 346780 -            | 2009 BY120               | 31 gennaio 2009   | Spacewatch             |
| 346781 -            | 2009 BW122               | 31 gennaio 2009   | Spacewatch             |
| 346782 -            | 2009 BC123               | 20 gennaio 2009   | Spacewatch             |
| 346783 -            | 2009 BU128               | 29 gennaio 2009   | Mt. Lemmon Survey      |
| 346784 -            | 2009 BQ130               | 31 gennaio 2009   | Mt. Lemmon Survey      |
| 346785 -            | 2009 BX132               | 31 gennaio 2009   | Spacewatch             |
| 346786 -            | 2009 BQ138               | 29 gennaio 2009   | Spacewatch             |
| 346787 -            | 2009 BV141               | 30 gennaio 2009   | Spacewatch             |
| 346788 -            | 2009 BZ144               | 30 gennaio 2009   | Spacewatch             |
| 346789 -            | 2009 BC145               | 30 gennaio 2009   | Spacewatch             |
| 346790 -            | 2009 BJ146               | 30 gennaio 2009   | Mt. Lemmon Survey      |
| 346791 -            | 2009 BV149               | 31 gennaio 2009   | Spacewatch             |
| 346792 -            | 2009 BG153               | 31 gennaio 2009   | Spacewatch             |
| 346793 -            | 2009 BF155               | 31 gennaio 2009   | Spacewatch             |
| 346794 -            | 2009 BC157               | 31 gennaio 2009   | Spacewatch             |
| 346795 -            | 2009 BV157               | 31 gennaio 2009   | Spacewatch             |
| 346796 -            | 2009 BX158               | 31 gennaio 2009   | Spacewatch             |
| 346797 -            | 2009 BJ173               | 20 gennaio 2009   | Spacewatch             |
| 346798 -            | 2009 BM174               | 25 gennaio 2009   | Spacewatch             |
| 346799 -            | 2009 BQ174               | 25 gennaio 2009   | Spacewatch             |
| 346800 -            | 2009 BE175               | 26 gennaio 2009   | PMO NEO Survey Program |

## 346801-346900
| Nome                  | Designazione provvisoria | Data di scoperta  | Scopritore                  |
| --------------------- | ------------------------ | ----------------- | --------------------------- |
| 346801 -              | 2009 BP176               | 31 gennaio 2009   | Spacewatch                  |
| 346802 -              | 2009 BZ177               | 31 gennaio 2009   | Mt. Lemmon Survey           |
| 346803 -              | 2009 BK181               | 18 gennaio 2009   | CSS                         |
| 346804 -              | 2009 BF183               | 25 gennaio 2009   | CSS                         |
| 346805 -              | 2009 CH2                 | 2 febbraio 2009   | Cernis, K., Zdanavicius, J. |
| 346806 -              | 2009 CL15                | 3 febbraio 2009   | Spacewatch                  |
| 346807 -              | 2009 CZ19                | 15 febbraio 2009  | Hormuth, F.                 |
| 346808 -              | 2009 CK30                | 1º febbraio 2009  | Spacewatch                  |
| 346809 -              | 2009 CD35                | 2 febbraio 2009   | Mt. Lemmon Survey           |
| 346810 Giancabattisti | 2009 CD40                | 13 febbraio 2009  | Casulli, V. S.              |
| 346811 -              | 2009 CF40                | 14 febbraio 2009  | CSS                         |
| 346812 -              | 2009 CK40                | 13 febbraio 2009  | Spacewatch                  |
| 346813 -              | 2009 CN40                | 13 febbraio 2009  | Spacewatch                  |
| 346814 -              | 2009 CG49                | 14 febbraio 2009  | Mt. Lemmon Survey           |
| 346815 -              | 2009 CE50                | 14 febbraio 2009  | OAM                         |
| 346816 -              | 2009 CV51                | 14 febbraio 2009  | Mt. Lemmon Survey           |
| 346817 -              | 2009 CG53                | 15 febbraio 2009  | CSS                         |
| 346818 -              | 2009 CO57                | 2 febbraio 2009   | Spacewatch                  |
| 346819 -              | 2009 CQ57                | 2 febbraio 2009   | Spacewatch                  |
| 346820 -              | 2009 CA59                | 5 febbraio 2009   | Spacewatch                  |
| 346821 -              | 2009 CD60                | 26 maggio 2006    | Mt. Lemmon Survey           |
| 346822 -              | 2009 CO62                | 5 febbraio 2009   | Spacewatch                  |
| 346823 -              | 2009 CD64                | 2 febbraio 2009   | Spacewatch                  |
| 346824 -              | 2009 CZ64                | 3 febbraio 2009   | Mt. Lemmon Survey           |
| 346825 -              | 2009 CM65                | 5 febbraio 2009   | Spacewatch                  |
| 346826 -              | 2009 DT1                 | 16 febbraio 2009  | Kugel, F.                   |
| 346827 -              | 2009 DL3                 | 19 febbraio 2009  | Tozzi, F.                   |
| 346828 -              | 2009 DW3                 | 18 febbraio 2009  | LINEAR                      |
| 346829 -              | 2009 DT4                 | 19 febbraio 2009  | Lowe, A.                    |
| 346830 -              | 2009 DY9                 | 19 febbraio 2009  | LINEAR                      |
| 346831 -              | 2009 DE12                | 21 febbraio 2009  | Durig, D. T.                |
| 346832 -              | 2009 DS12                | 16 febbraio 2009  | Spacewatch                  |
| 346833 -              | 2009 DT15                | 16 febbraio 2009  | OAM                         |
| 346834 -              | 2009 DM16                | 17 febbraio 2009  | OAM                         |
| 346835 -              | 2009 DH27                | 22 febbraio 2009  | Hormuth, F.                 |
| 346836 -              | 2009 DQ35                | 20 febbraio 2009  | Spacewatch                  |
| 346837 -              | 2009 DD44                | 24 febbraio 2009  | Kugel, F.                   |
| 346838 -              | 2009 DB50                | 19 febbraio 2009  | Spacewatch                  |
| 346839 -              | 2009 DW51                | 22 febbraio 2009  | Spacewatch                  |
| 346840 -              | 2009 DM57                | 22 febbraio 2009  | Spacewatch                  |
| 346841 -              | 2009 DD77                | 21 febbraio 2009  | Mt. Lemmon Survey           |
| 346842 -              | 2009 DW88                | 22 febbraio 2009  | Mt. Lemmon Survey           |
| 346843 -              | 2009 DZ92                | 28 febbraio 2009  | Mt. Lemmon Survey           |
| 346844 -              | 2009 DP95                | 25 febbraio 2009  | CSS                         |
| 346845 -              | 2009 DA96                | 25 febbraio 2009  | CSS                         |
| 346846 -              | 2009 DB110               | 30 gennaio 2009   | Siding Spring Survey        |
| 346847 -              | 2009 DC115               | 26 febbraio 2009  | CSS                         |
| 346848 -              | 2009 DS116               | 27 febbraio 2009  | Spacewatch                  |
| 346849 -              | 2009 DU116               | 26 febbraio 2004  | Buie, M. W.                 |
| 346850 -              | 2009 DY119               | 28 agosto 2006    | Spacewatch                  |
| 346851 -              | 2009 DO122               | 27 febbraio 2009  | Spacewatch                  |
| 346852 -              | 2009 DD124               | 19 febbraio 2009  | Spacewatch                  |
| 346853 -              | 2009 DU128               | 24 febbraio 2009  | CSS                         |
| 346854 -              | 2009 DW132               | 26 febbraio 2009  | Mt. Lemmon Survey           |
| 346855 -              | 2009 EJ                  | 1º marzo 2009     | Birtwhistle, P.             |
| 346856 -              | 2009 EZ14                | 15 marzo 2009     | Spacewatch                  |
| 346857 -              | 2009 EF16                | 15 marzo 2009     | Spacewatch                  |
| 346858 -              | 2009 EN19                | 15 marzo 2009     | Mt. Lemmon Survey           |
| 346859 -              | 2009 ET21                | 14 marzo 2009     | OAM                         |
| 346860 -              | 2009 EF23                | 7 marzo 2009      | Mt. Lemmon Survey           |
| 346861 -              | 2009 EQ23                | 3 marzo 2009      | CSS                         |
| 346862 -              | 2009 EY26                | 8 marzo 2009      | Mt. Lemmon Survey           |
| 346863 -              | 2009 EA30                | 1º marzo 2009     | Mt. Lemmon Survey           |
| 346864 -              | 2009 EP30                | 7 marzo 2009      | Mt. Lemmon Survey           |
| 346865 -              | 2009 FJ3                 | 17 marzo 2009     | Schwab, E., Zimmer, U.      |
| 346866 -              | 2009 FX14                | 11 novembre 2001  | Sloan Digital Sky Survey    |
| 346867 -              | 2009 FZ15                | 17 marzo 2009     | Spacewatch                  |
| 346868 -              | 2009 FC19                | 20 marzo 2009     | Lacruz, J.                  |
| 346869 -              | 2009 FT24                | 21 marzo 2009     | OAM                         |
| 346870 -              | 2009 FW24                | 24 febbraio 2009  | CSS                         |
| 346871 -              | 2009 FB26                | 16 marzo 2009     | Mt. Lemmon Survey           |
| 346872 -              | 2009 FW46                | 27 marzo 2009     | Spacewatch                  |
| 346873 -              | 2009 FN47                | 28 marzo 2009     | Mt. Lemmon Survey           |
| 346874 -              | 2009 FR49                | 27 marzo 2009     | Mt. Lemmon Survey           |
| 346875 -              | 2009 FD50                | 27 marzo 2009     | CSS                         |
| 346876 -              | 2009 FY60                | 21 marzo 2009     | Mt. Lemmon Survey           |
| 346877 -              | 2009 FG64                | 31 marzo 2009     | Spacewatch                  |
| 346878 -              | 2009 FD65                | 18 marzo 2009     | Mt. Lemmon Survey           |
| 346879 -              | 2009 HM26                | 18 aprile 2009    | Spacewatch                  |
| 346880 -              | 2009 HM29                | 19 aprile 2009    | Spacewatch                  |
| 346881 -              | 2009 HP29                | 19 aprile 2009    | Spacewatch                  |
| 346882 -              | 2009 HV29                | 19 aprile 2009    | Spacewatch                  |
| 346883 -              | 2009 JH4                 | 1º maggio 2009    | Cerro Burek                 |
| 346884 -              | 2009 JX12                | 15 maggio 2009    | OAM                         |
| 346885 -              | 2009 JN17                | 14 maggio 2009    | Mt. Lemmon Survey           |
| 346886 Middelburg     | 2009 MB                  | 15 novembre 1999  | Elst, E. W.                 |
| 346887 -              | 2009 OU23                | 28 luglio 2009    | Spacewatch                  |
| 346888 -              | 2009 PB10                | 15 agosto 2009    | OAM                         |
| 346889 Rhiphonos      | 2009 QV38                | 28 agosto 2009    | Kryachko, T. V.             |
| 346890 -              | 2009 RP30                | 14 settembre 2009 | Spacewatch                  |
| 346891 -              | 2009 RO39                | 15 settembre 2009 | Spacewatch                  |
| 346892 -              | 2009 RY42                | 15 settembre 2009 | Spacewatch                  |
| 346893 -              | 2009 RT43                | 15 settembre 2009 | Spacewatch                  |
| 346894 -              | 2009 RG54                | 15 settembre 2009 | Spacewatch                  |
| 346895 -              | 2009 SN38                | 16 settembre 2009 | Spacewatch                  |
| 346896 -              | 2009 SL98                | 17 settembre 2009 | Cernis, K., Zdanavicius, J. |
| 346897 -              | 2009 SJ104               | 26 settembre 2009 | CSS                         |
| 346898 -              | 2009 SC126               | 18 settembre 2009 | Spacewatch                  |
| 346899 -              | 2009 ST360               | 17 settembre 2009 | Spacewatch                  |
| 346900 -              | 2009 TD38                | 14 ottobre 2009   | CSS                         |

## 346901-347000
| Nome            | Designazione provvisoria | Data di scoperta  | Scopritore           |
| --------------- | ------------------------ | ----------------- | -------------------- |
| 346901 -        | 2009 TH44                | 14 ottobre 2009   | Spacewatch           |
| 346902 -        | 2009 UJ1                 | 18 ottobre 2009   | CSS                  |
| 346903 -        | 2009 UG13                | 18 ottobre 2009   | Spacewatch           |
| 346904 -        | 2009 UR88                | 22 ottobre 2009   | CSS                  |
| 346905 -        | 2009 UY144               | 16 ottobre 2009   | CSS                  |
| 346906 -        | 2009 VD21                | 9 novembre 2009   | Mt. Lemmon Survey    |
| 346907 -        | 2009 VH48                | 1º aprile 2008    | Spacewatch           |
| 346908 -        | 2009 VW79                | 10 novembre 2009  | CSS                  |
| 346909 -        | 2009 WR41                | 17 novembre 2009  | Spacewatch           |
| 346910 -        | 2009 WW50                | 20 novembre 2009  | Spacewatch           |
| 346911 -        | 2009 WF76                | 10 novembre 2009  | Spacewatch           |
| 346912 -        | 2009 WR83                | 19 novembre 2009  | Spacewatch           |
| 346913 -        | 2009 WQ87                | 24 aprile 2001    | Spacewatch           |
| 346914 -        | 2009 WR94                | 20 novembre 2009  | Mt. Lemmon Survey    |
| 346915 -        | 2009 WY125               | 20 novembre 2009  | Spacewatch           |
| 346916 -        | 2009 WD204               | 16 novembre 2009  | Spacewatch           |
| 346917 -        | 2009 WO262               | 20 novembre 2009  | Mt. Lemmon Survey    |
| 346918 -        | 2009 XF18                | 15 dicembre 2009  | Mt. Lemmon Survey    |
| 346919 -        | 2009 XO20                | 22 ottobre 2005   | CSS                  |
| 346920 -        | 2009 XL21                | 10 dicembre 2009  | Mt. Lemmon Survey    |
| 346921 -        | 2009 XM21                | 10 dicembre 2009  | Mt. Lemmon Survey    |
| 346922 -        | 2009 YV4                 | 17 dicembre 2009  | Mt. Lemmon Survey    |
| 346923 -        | 2009 YT20                | 27 dicembre 2009  | Spacewatch           |
| 346924 -        | 2009 YR22                | 18 dicembre 2009  | Mt. Lemmon Survey    |
| 346925 -        | 2009 YH25                | 27 dicembre 2009  | Spacewatch           |
| 346926 -        | 2010 AS2                 | 7 gennaio 2010    | BATTeRS              |
| 346927 -        | 2010 AG28                | 7 gennaio 2010    | Mt. Lemmon Survey    |
| 346928 -        | 2010 AX30                | 6 gennaio 2010    | Spacewatch           |
| 346929 -        | 2010 AN31                | 6 gennaio 2010    | Spacewatch           |
| 346930 -        | 2010 AA35                | 7 gennaio 2010    | Spacewatch           |
| 346931 -        | 2010 AR35                | 7 gennaio 2010    | Spacewatch           |
| 346932 -        | 2010 AH36                | 18 dicembre 2009  | Mt. Lemmon Survey    |
| 346933 -        | 2010 AS37                | 7 gennaio 2010    | Spacewatch           |
| 346934 -        | 2010 AQ44                | 24 novembre 2006  | Mt. Lemmon Survey    |
| 346935 -        | 2010 AF47                | 8 gennaio 2010    | Spacewatch           |
| 346936 -        | 2010 AJ47                | 8 gennaio 2010    | Spacewatch           |
| 346937 -        | 2010 AE50                | 8 gennaio 2010    | Spacewatch           |
| 346938 -        | 2010 AA51                | 31 marzo 2003     | Spacewatch           |
| 346939 -        | 2010 AT51                | 11 marzo 2003     | NEAT                 |
| 346940 -        | 2010 AQ55                | 8 gennaio 2010    | Spacewatch           |
| 346941 -        | 2010 AG59                | 6 gennaio 2010    | CSS                  |
| 346942 -        | 2010 AU61                | 6 gennaio 2010    | Spacewatch           |
| 346943 -        | 2010 AN67                | 7 settembre 2008  | Mt. Lemmon Survey    |
| 346944 -        | 2010 AH72                | 13 gennaio 2010   | Mt. Lemmon Survey    |
| 346945 -        | 2010 AT74                | 13 gennaio 2010   | LINEAR               |
| 346946 -        | 2010 AF76                | 13 gennaio 2010   | LINEAR               |
| 346947 -        | 2010 AX76                | 1º ottobre 2005   | CSS                  |
| 346948 -        | 2010 AJ81                | 12 gennaio 2010   | CSS                  |
| 346949 -        | 2010 AJ87                | 8 gennaio 2010    | WISE                 |
| 346950 -        | 2010 AG89                | 8 gennaio 2010    | WISE                 |
| 346951 -        | 2010 AU90                | 8 gennaio 2010    | WISE                 |
| 346952 -        | 2010 AQ94                | 8 gennaio 2010    | WISE                 |
| 346953 -        | 2010 AB100               | 17 agosto 2001    | NEAT                 |
| 346954 -        | 2010 AX105               | 12 gennaio 2010   | WISE                 |
| 346955 -        | 2010 AO107               | 10 dicembre 2004  | Spacewatch           |
| 346956 -        | 2010 AB113               | 13 gennaio 2010   | WISE                 |
| 346957 -        | 2010 BJ4                 | 23 gennaio 2010   | Siding Spring Survey |
| 346958 -        | 2010 BX51                | 20 gennaio 2010   | WISE                 |
| 346959 -        | 2010 BM54                | 7 novembre 2007   | Spacewatch           |
| 346960 -        | 2010 BJ78                | 24 gennaio 2010   | WISE                 |
| 346961 -        | 2010 CU1                 | 2 febbraio 2010   | OAM                  |
| 346962 -        | 2010 CB4                 | 6 febbraio 2010   | Mt. Lemmon Survey    |
| 346963 -        | 2010 CN4                 | 10 gennaio 2003   | Spacewatch           |
| 346964 -        | 2010 CR4                 | 6 febbraio 2010   | OAM                  |
| 346965 -        | 2010 CS4                 | 6 febbraio 2010   | OAM                  |
| 346966 -        | 2010 CD7                 | 6 febbraio 2010   | WISE                 |
| 346967 -        | 2010 CP8                 | 7 febbraio 2010   | WISE                 |
| 346968 -        | 2010 CZ31                | 9 febbraio 2010   | Spacewatch           |
| 346969 -        | 2010 CO32                | 9 febbraio 2010   | Spacewatch           |
| 346970 -        | 2010 CU32                | 10 febbraio 2010  | Spacewatch           |
| 346971 -        | 2010 CK33                | 30 settembre 2005 | Mt. Lemmon Survey    |
| 346972 -        | 2010 CA34                | 10 febbraio 2010  | Spacewatch           |
| 346973 -        | 2010 CP34                | 28 aprile 2006    | Buie, M. W.          |
| 346974 -        | 2010 CC35                | 10 febbraio 2010  | Spacewatch           |
| 346975 -        | 2010 CJ39                | 13 febbraio 2010  | Mt. Lemmon Survey    |
| 346976 -        | 2010 CN62                | 9 febbraio 2010   | CSS                  |
| 346977 -        | 2010 CV65                | 7 gennaio 2006    | Mt. Lemmon Survey    |
| 346978 -        | 2010 CN66                | 9 febbraio 2010   | Spacewatch           |
| 346979 -        | 2010 CB69                | 10 febbraio 2010  | Spacewatch           |
| 346980 -        | 2010 CA82                | 13 febbraio 2010  | Spacewatch           |
| 346981 -        | 2010 CO82                | 13 febbraio 2010  | Spacewatch           |
| 346982 -        | 2010 CR84                | 14 febbraio 2010  | Spacewatch           |
| 346983 -        | 2010 CD93                | 29 settembre 2008 | Mt. Lemmon Survey    |
| 346984 -        | 2010 CR100               | 14 febbraio 2010  | Mt. Lemmon Survey    |
| 346985 -        | 2010 CR103               | 14 febbraio 2010  | Spacewatch           |
| 346986 -        | 2010 CS109               | 14 febbraio 2010  | Mt. Lemmon Survey    |
| 346987 -        | 2010 CN123               | 15 febbraio 2010  | Spacewatch           |
| 346988 -        | 2010 CJ125               | 15 febbraio 2010  | Spacewatch           |
| 346989 -        | 2010 CU129               | 10 febbraio 2010  | WISE                 |
| 346990 -        | 2010 CP138               | 14 febbraio 2010  | Spacewatch           |
| 346991 -        | 2010 CU140               | 10 maggio 2003    | Spacewatch           |
| 346992 -        | 2010 CB144               | 9 febbraio 2010   | Spacewatch           |
| 346993 -        | 2010 CT148               | 27 gennaio 2003   | LINEAR               |
| 346994 -        | 2010 CO157               | 15 febbraio 2010  | Spacewatch           |
| 346995 -        | 2010 CW166               | 13 febbraio 2010  | Spacewatch           |
| 346996 -        | 2010 CU168               | 6 febbraio 2010   | Spacewatch           |
| 346997 -        | 2010 CS170               | 13 febbraio 2010  | Spacewatch           |
| 346998 Wakamura | 2010 CR182               | 15 febbraio 2010  | Pan-STARRS1          |
| 346999 Evalilly | 2010 CQ183               | 15 febbraio 2010  | Pan-STARRS1          |
| 347000 -        | 2010 CW216               | 7 febbraio 2010   | WISE                 |